# (7142) Spinoza
(7142) Spinoza (1994 PC19) – planetoida z pasa głównego asteroid okrążająca Słońce w ciągu 5,61 lat w średniej odległości 3,16 j.a. Została odkryta 12 sierpnia 1994 roku przez Erica Elsta. Nazwa planetoidy została nadana na cześć Barucha Spinozy, holenderskiego filozofa pochodzenia żydowskiego.